# نوآم پیتلیک
نوآم پیتلیک (انگلیسی: Noam Pitlik؛ ‏ ۴ نوامبر ۱۹۳۲ – ۱۸ فوریهٔ ۱۹۹۹) بازیگر، کارگردان تلویزیونی و تهیه‌کننده تلویزیونی اهل ایالات متحده آمریکا بود.
از فیلم‌ها یا مجموعه‌های تلویزیونی که وی در آن‌ها نقش داشته‌است، می‌توان به بکر، بن کیسی، مرد شش‌میلیون‌دلاری، کنن، آیرونساید، همگی در خانواده، نایت گالری، اتاق ۲۲۲، خانواده پارتریج، راهبه پرنده، افسونگر، مانکیز، خواب جینی را می‌بینم، فراری، اندی گریفیت شو، گومر پایل، یو.اس.ام.سی.، مریخی محبوب من، ویرجینیایی، دود اسلحه، تسخیرناپذیران، ای‌ئی‌اس هادسن استریت، وسوسه شیطانی، شیرینی شانس، پنلوپه، فارغ‌التحصیل، قهرمان اسکی، جهش بزرگ و صفحه اول اشاره نمود.
وی همچنین برندهٔ جوایزی همچون جایزه انجمن کارگردانان آمریکا و جوایز امی ساعات پربیننده شده‌است.